# Нађа Секулић
Нађа Секулић (Нерадовац 15. децембар 1961) је српска филмска и телевизијска глумица. Широј јавности је најпознатија по улози Милунке (Радованове жене) коју је тумачила у филму Мртав ’ладан из 2002. године.

## Филмографија
Филмска остварења Нађе Секулић су:
| Год.  | Назив                                  | Улога                          |
| ----- | -------------------------------------- | ------------------------------ |
| 1989. | Сабирни центар                         | Млада                          |
| 1992. | Ми нисмо анђели                        | Зорана                         |
| 1992. | Дезертер                               |                                |
| 1992. | Булевар револуције                     | Биљанина другарица Марија      |
| 1995. | Пакет аранжман                         | Сестра Мојсиловић              |
| 1995. | Тераса на крову                        | Дебела                         |
| 1996. | Лепа села лепо горе                    |                                |
| 2001. | Близанци                               |                                |
| 2002. | Мртав ’ладан                           | Милунка                        |
| 2004. | Јесен стиже, Дуњо моја                 | Тимотијева жена                |
| 2004. | О штетности дувана                     |                                |
| 2005. | Ми нисмо анђели 2                      | Млада                          |
| 2006. | А3 – Рокенрол узвраћа ударац           | Млада                          |
| 2007. | Одбачен                                |                                |
| 2007. | Аги и Ема                              |                                |
| 2007. | Смртоносна мотористика                 | Милисава                       |
| 2008. | Село гори, а баба се чешља (ТВ серија) | Службеница, Лабудина другарица |
| 2009. | Јесен стиже, Дуњо моја (ТВ серија)     | Тимотијева жена/Чистачица      |
| 2010. | Сва та равница                         | Милика                         |
| 2010. | Мртав човек не штуца                   | Чланица хора                   |
| 2011. | Наша мала клиника                      | Сестра Анђа                    |
| 2011. | Тамарин изостанак                      |                                |
| 2011. | Парада                                 | Новинарка                      |
| 2013. | Друг Црни у НОБ-у                      |                                |
| 2013. | Отворена врата                         | Беба                           |
| 2017. | Мамурлуци (ТВ серија)                  |                                |